# 三泉郡
三泉郡（：／ Samchŏn gun */?）是朝鮮民主主義人民共和國黃海南道中部的一個郡，位於西江、南大川上游。面積353.83平方公里。2008年人口86,042人。下分1邑、19里。
1952年自信川郡、松禾郡各分拆出一部分而成。